# 고리 (영화)
《고리》는 2014년에 제작한 이상학 감독의 영화이다.

## 출연
- 김동영 - 이철우 역
- 박소담 - 이미영 역
- 김두진 - 주기태 역
- 강영구 - 조해구 역
- 김재원 - 연두 역
- 김학룡 - 아빠 역
- 조재영 - 친구 1 역
- 이원진 - 친구 3 역
- 이범주 - 경찰(목소리) 역